# Agathosma betulina

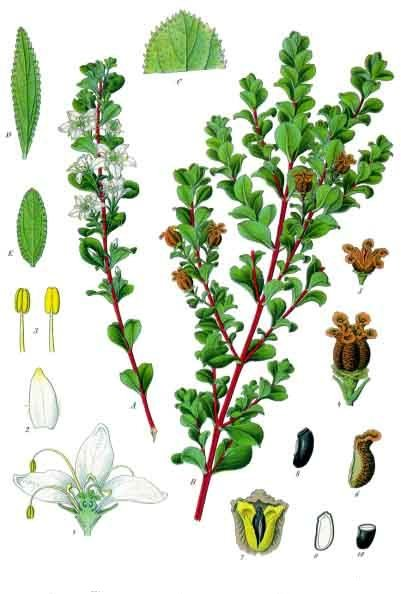
Illustration von Agathosma betulina

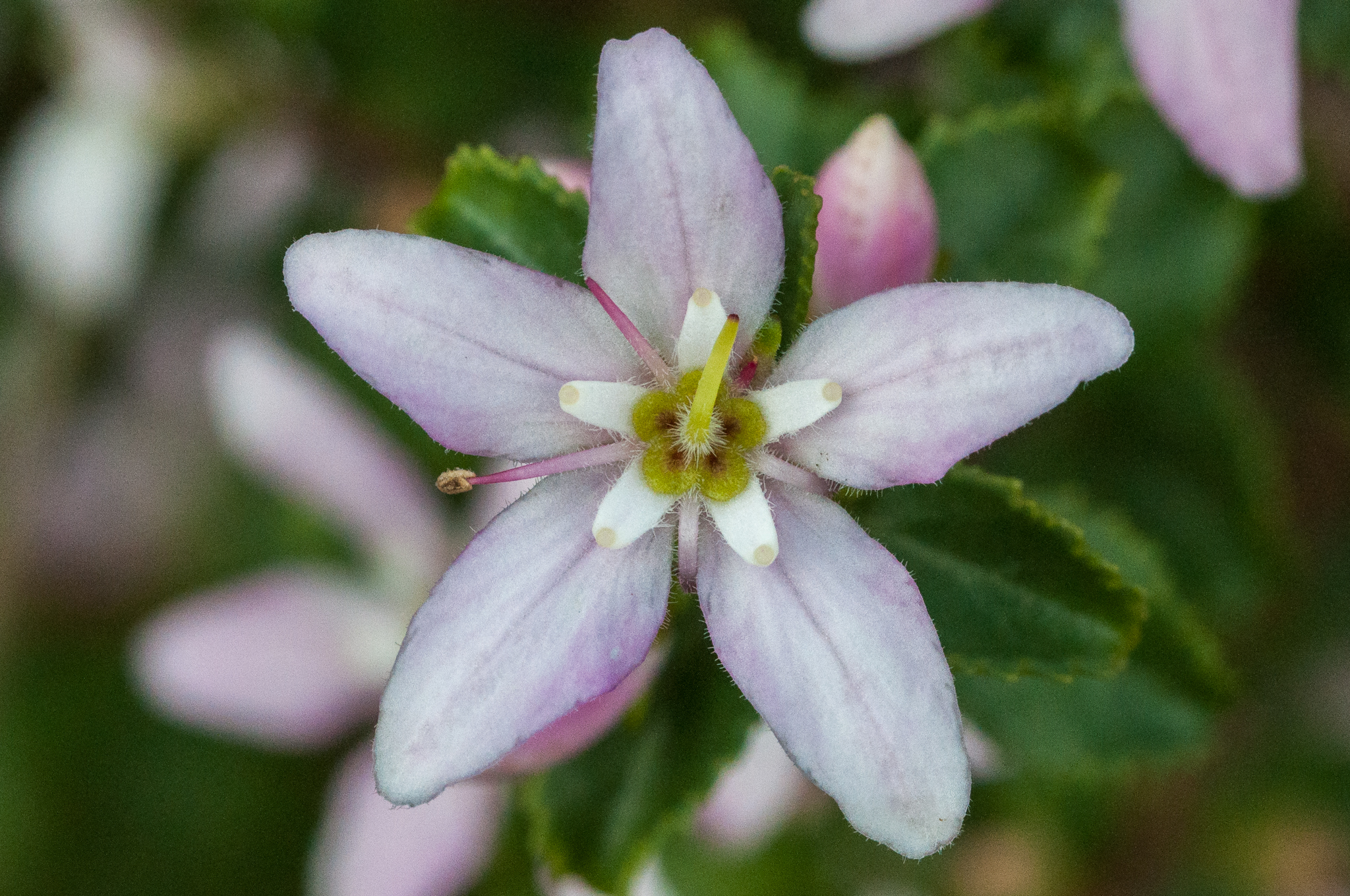
Blüte im Detail

Agathosma betulina (auch Buchu, Bukko, Bucco oder Bukkostrauch genannt) ist ein Strauch sowie eine von rund 140 Arten der Gattung Agathosma aus der Familie der Rautengewächse, die in Südafrika heimisch ist.
Ähnlich sind Agathosma crenulata und Agathosma serratifolia.

## Beschreibung
Agathosma betulina ist 1 bis zu 2 Meter großer und reich verzweigter Strauch mit hell- bis gelbgrünen, steifen und fast sitzenden, drüsenbesetzten, ledrigen Laubblättern, sie sind ungefähr bis 20 Millimeter lang und bis 10 Millimeter breit. Sie sind fast kahl, verkehrt-eiförmig bis seltener elliptisch, rhomboid, gegen- bis wechselständig, abgerundet bis stumpf und drüsig-gesägt bis -gezähnt. Der Stängel ist rau und rotbraun und weist vier Längsfurchen auf.
Die Blüten sind weiß oder rosa und erscheinen end- oder achselständig. Die Blüten sind fünfzählig mit doppelter Blütenhülle. Die Staubblätter sind im unteren Teil behaart und ausgebogen, es sind 5 drüsenspitzige Staminodien ausgebildet. Der gelappte, fünfteilige Fruchtknoten ist oberständig mit einem im unteren Teil behaarten, oft umgebogenen Griffel. Es ist ein Diskus vorhanden.
Es werden kleine und warzig-drüsige Kapselfrüchte mit oben ausgebogen „Zungen“ gebildet.
Der Strauch wächst auf sandigen Hügeln und Abhängen im Bereich von 300 bis 700 Metern Seehöhe.

## Verwendung
Agathosma betulina soll als Heilpflanze gegen Harnwegsinfekte sowie gegen Beschwerden der Prostata und Nieren verwendet werden. Dazu sollen die Blätter und das daraus gewonnene Öl verwendet werden. Der Strauch wird zur Parfümherstellung verwendet.
Die Pflanze wird von indigenen Völkern Südafrikas als traditionelle Medizin zur Behandlung der Nieren und der Harnblase, zur Diurese (Entwässerung) und zur Behandlung von Entzündungen verwendet. Das ätherische Öl der Pflanze wird durch Wasserdampfdestillation gewonnen, ist als „Cassis-Aroma“ bekannt und weist einen hohen Anteil an Monoterpenen auf. Flavonoide wurden ebenfalls isoliert.
Die Pflanze soll bei Infektionen des Harn- und Geschlechtsapparats, Zystitis (Harnblasenentzündung), Urethritis (Harnröhrenentzündung) und Prostatitis (Vorsteherdrüsenentzündung) sowie bei schmerzhafter Miktion (Blasenentleerung) heilwirksam sein. Dazu sollen Blätter verwendet werden.